# Alexandra Röhl

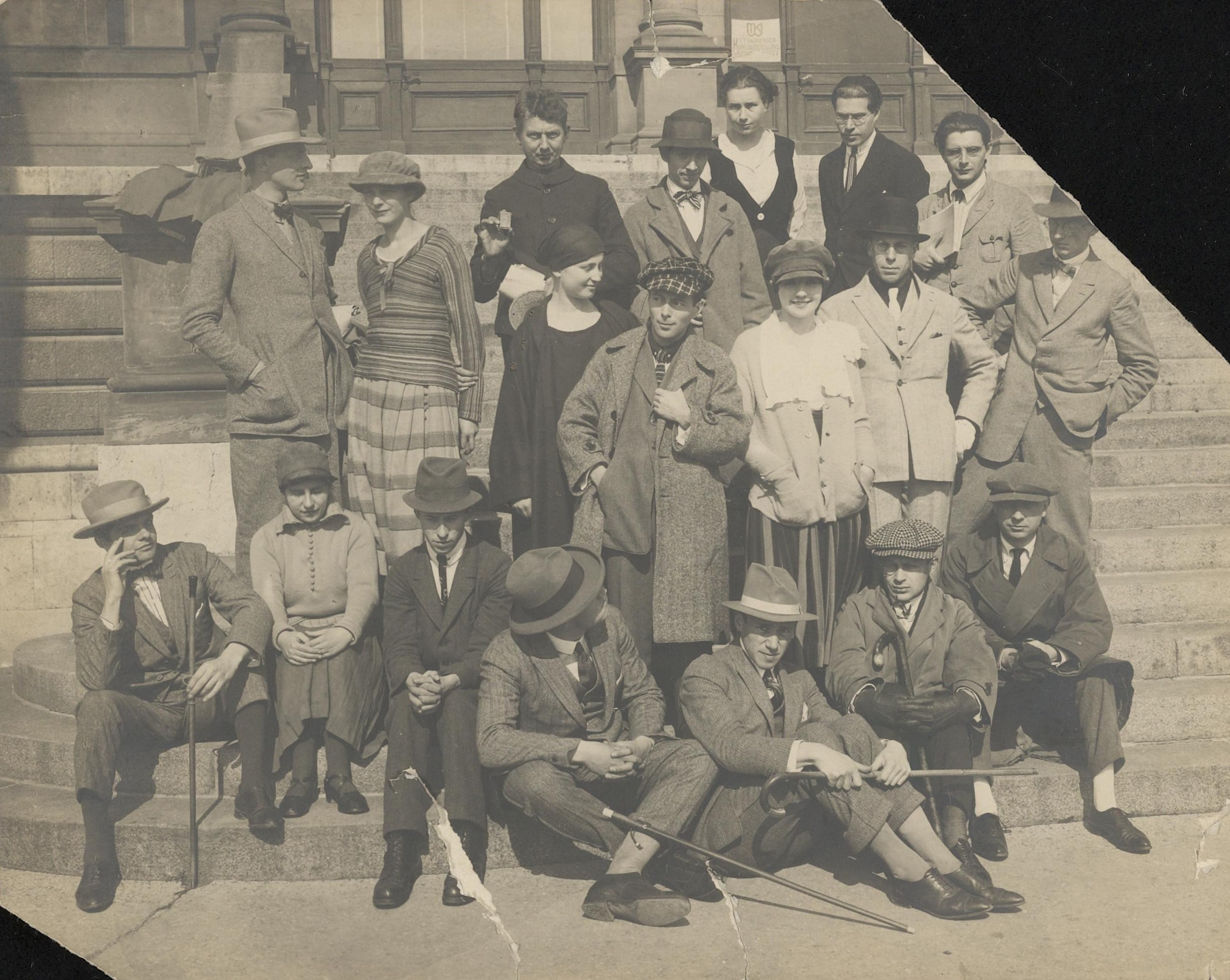
Alexandra Röhl (mittig, ganz in schwarz) als Teilnehmerin des Internationalen Kongresses der Konstruktivisten und Dadaisten in Weimar, 25. September 1922.

Alexandra „Alexa“ Röhl (* 31. August 1899 als Alexandra Luise Emma Gutzeit in Friederikenruh, ehem. Ostpreußen; † 31. Januar 1976 in Buchen im Odenwald) war eine Bauhaus-Schülerin, Schneidermeisterin und Schriftstellerin.

## Leben und Werk
Alexandra Röhl wurde 1899 auf dem Rittergut Friederikenruh als Tochter des Rittergutbesitzers Kurt Gutzeit geboren. Sie entstammte einer preußischen Adelsfamilie (u. a. von Richthofen, von Eschholtz, von Haine). Ein Teil der Vorfahren diente als hohe Offiziere und ihr Urgroßvater soll einst Napoleon Bonaparte gefangen genommen haben. Zu einem Empfang beim russischen Zaren Alexander kam er angeblich zu spät, da seine Frau gerade eine Tochter geboren hatte. Der Zar bot sich als Pate an und so kam der Name Alexandra in die weibliche Linie der Familie.
Von 1915 bis 1917 besuchte Alexandra Röhl ein Lyzeum im nahegelegenen Königsberg, wo sie Zeichenunterricht erhielt und wo sich wohl auch ihr Entschluss verfestigte, Malerin zu werden. Ab dem 1. Dezember 1917 studierte sie an der Großherzoglichen Sächsischen Hochschule für Bildende Kunst in Weimar, unter anderem bei Walther Klemm. Bei einer Schülerarbeitenausstellung im Sommer 1918 erhielt sie eine „Belobigung für Zeichnen“. Nach Gründung des Bauhauses wurde sie dort 1919 Studentin. Sie besuchte die Grundlehre bei Johannes Itten und schrieb sich im Architekturkurs ein. Sie befreundete sich mit Künstlerinnen und Künstlern wie Hannah Höch, Lyonel Feininger, Paul Klee, Oskar Schlemmer und Wassily Kandinsky. Es bestanden Kontakte in die Dadaisten-Szene. Zusammen mit ihrem Mann sowie unter anderem Sophie Taeuber, Hans Arp, Lotte und Max Burchartz, Nelly und Theo van Doesburg, Cornelis van Eesteren, Werner Graeff, Hans Richter, Kurt Schwitters und Tristan Tzara nahm Röhl 1922 am Weimarer Kongress der Konstruktivisten und Dadaisten teil.
Ende 1919 heiratete sie ihren Kommilitonen Karl Peter Röhl. 1920 wurde der gemeinsame Sohn Tülö geboren, der 1943 als Soldat im Zweiten Weltkrieg fiel. Die damals noch übliche Arbeitsteilung in Familien führte dazu, dass sich Alexandra Röhl hauptsächlich um das Kind und die Familie kümmerte, während ihr Ehemann weiterhin seiner Berufung nachgehen konnte. Ende 1919 schrieb Karl Peter Röhl an das Bauhaus: „Ich bitte meine Frau, Alexandra Röhl, aus der Liste des Staatl. Bauhauses zu streichen, da meine Frau vorläufig keine Kraft zu weiterer Arbeit in künstlerischen Dingen hat und sich ganz dem Haushalt widmet“. 1925 ließ sich das Paar scheiden.
Als allein erziehende Mutter musste Alexandra Röhl von ihren früheren Plänen Abstand nehmen. Sie absolvierte eine Schneiderlehre, schloss als Meisterin ab und eröffnete am Berliner Kurfürstendamm ein Modeatelier. Der Zweite Weltkrieg und insbesondere die Bombenangriffe auf Berlin, die auch ihr Atelier zerstörten, führten dazu, dass Alexandra Röhl 1943 zusammen mit dem befreundeten Ehepaar Paula Lona und Carl August Emge Richtung Westen floh und sich in deren Haus Wolfsbrunn zwischen Kirchzell und Watterbach niederließ. Nach dem Krieg gab sie dort den Frauen aus den umliegenden Dörfern Nähunterricht. Für ihren gefallenen Sohn wurde dort ein Gedenkstein errichtet.
1951 zog Röhl nach Buchen, wo sie eine neue kleine Karriere als Schriftstellerin begann. Zwei Werke von ihr sind bekannt geworden: 1968 erschien Duette mit ihm, das 2022 in der 23. Auflage erschien, und 1975 das an Gedanken Rudolf Steiners orientierte Geflügelte über uns. Die engagierte Tierschützerin und erklärte Gegnerin von Tierversuchen erzählt darin über die symbolische Bedeutung des Vogels für den Menschen. Die Begegnung mit einem verletzten Rotkehlchen, das Alexandra Röhl gefunden und gesundgepflegt hatte, war Auslöser für diese neue Beschäftigung.
Alexandra Röhl starb 1976, sie wurde auf dem städtischen Friedhof in Buchen beerdigt. Ihr Grabstein ist von einem fliegenden Vogel geziert.
Das Bezirksmuseum Buchen verfügt heute über Zeichnungen, Aquarelle und Skizzen aus ihrem Nachlass, die noch mit ihrem Geburtsnamen signiert sind.
Der Alexandra-Röhl-Weg in Buchen ist nach ihr benannt.

## Literarische Werke
- als Alexandra Gutzeit: „Von Bürger zu Künstler“. In: Der Austausch, Juli 1919, S. 2.
- Duette mit ihm. Über die Freundschaft mit einem Rotkehlchen, Verlag Freies Geistesleben, 1968, ISBN 978-3-7725-0564-5.
- Geflügelte über uns. Der Vogel in Mythos und Geschichte, Verlag Freies Geistesleben, 1975, ISBN 978-3-7725-0652-9.